# Vento Aureo
Vento Aureo (黄金の風?, Ōgon no kaze), nota anche come Golden Wind, è la quinta parte del manga Le bizzarre avventure di JoJo di Hirohiko Araki, edita su Weekly Shōnen Jump dal 1995 al 1999. L'intera serie è ambientata in Italia, e racconta le avventure di Giorno Giovanna, un ragazzo dotato di poteri Stand, che cerca di detronizzare il boss di un'organizzazione mafiosa di nome Passione. In originale il titolo del manga è stato modificato in un italiano Le bizzarre avventure di GioGio, data la sua ambientazione italiana.

## Trama
Siamo nel 2001; il protagonista è il quindicenne Giorno Giovanna, figlio di Dio Brando avuto con una donna giapponese utilizzando il corpo di Jonathan Joestar. Il giovane vive a Napoli ed è in possesso di un potere Stand. Seguendo il suo sogno di diventare una GangStar (miscellanea tra gangster e star), entra a far parte di un'organizzazione mafiosa chiamata Passione e viene assegnato a un piccolo gruppo capitanato da Bruno Bucciarati, che come lui vorrebbe sovvertire il boss per eliminare lo spaccio di droga dalle strade di Napoli. Gli altri membri del gruppo sono Fugo Pannacotta, Leone Abbacchio, Narancia Ghirga e Guido Mista, ciascuno dei quali è un portatore di Stand.
Poco tempo dopo l'ingresso di Giorno nel gruppo, alla banda viene commissionato un lavoro dal boss: recuperare sua figlia, Trish Una, e portarla da lui a Venezia. Dopo numerosi scontri con i membri della Squadra Esecuzioni, membri di Passione ribellatisi al boss che cercano di ostacolarli, finalmente Giorno e compagni arrivano a Venezia, all'Isola di San Giorgio Maggiore. Qui scoprono però che il vero scopo del capo è quello di uccidere la figlia per cancellare ogni traccia del proprio passato e impedire a chiunque di risalire alla sua identità. La banda decide così di proteggere Trish e ribellarsi apertamente al boss: l'unico che non ne ha il coraggio è Fugo, che si separa dal gruppo per non farvi più ritorno.
I protagonisti partono dunque per la Sardegna, che Trish sa essere il luogo di nascita del malvagio Diavolo e dove sperano di trovare qualche indizio sulla sua identità. Nel corso del viaggio, i nostri eroi devono affrontare altri scontri contro i sicari inviati dal Boss. In uno di questi anche Trish impara ad usare il suo Stand. Infine in Sardegna sono raggiunti da Aceto Doppio, il più stretto collaboratore del boss: egli stesso è ignaro di essere in realtà la sua seconda personalità. Dopo essersi scontrati ed aver eliminato l'ultimo superstite della Squadra Esecuzioni, il capo Risotto Nero, il boss e Doppio procedono ad uccidere Abbacchio per ostacolare le indagini del gruppo.
Ciononostante Giorno e gli altri riescono a mettersi in comunicazione con un potenziale alleato, che rivela loro il nome del boss: Diavolo. Su indicazione dell'uomo misterioso la squadra di Bucciarati si dirige a Roma con la promessa di un potere in grado di sconfiggere Diavolo, e lungo la strada affrontano i suoi ultimi due sicari. Finalmente il gruppo arriva al Colosseo, dove ad attenderli è Jean Pierre Polnareff per consegnare loro una freccia capace di risvegliare gli Stand ma anche di dotare di nuovi poteri gli Stand già esistenti. Tuttavia davanti a Polnareff si palesa Diavolo in persona, intenzionato ad impossessarsi della freccia. Si apre così uno scontro durissimo con molti imprevisti, in cui perdono la vita Narancia e Bucciarati, e alla fine lo Stand di Giorno si trafigge con la freccia ottenendo un nuovo potere, seppur non totalmente controllabile dalla volontà del suo portatore. Dopo aver confinato Diavolo in un limbo tra la vita e la morte, Giorno diventa finalmente il nuovo boss di Passione, con Mista, Trish e Polnareff come ultimi compagni.

## Personaggi

Giorno Giovanna e il suo Stand Gold Experience in una scena dell'anime

Giorno Giovanna (ジョルノ・ジョバァーナ?, Joruno Jobāna)
Doppiato da: Kenshō Ono (adolescente), Natsumi Fujiwara (bambino)
Giorno Giovanna è il protagonista della serie. Nato dalla relazione tra Dio Brando e una donna giapponese, risiede a Napoli dove frequenta una scuola media. Il suo vero nome sarebbe Haruno Shiobana (汐華 初流乃?, Shiobana Haruno), ma in seguito al matrimonio di sua madre con un italiano e al conseguente trasferimento in Italia ne ha assunto uno italiano dalla pronuncia simile. Lo contraddistinguono la sua tenacia e determinazione, in particolare quelle nell'inseguire il suo sogno di diventare una GangStar (unione di gangster e star), che lo spingono ad unirsi a Passione con l'obiettivo di rovesciare il boss e prendere il suo posto. Giorno è in possesso di uno Stand chiamato Gold Experience (ゴールド・エクスペリエンス?, Gorudo Ekusuperiensu), che ha il potere di infondere energia vitale nella materia inerte dandole la forma di esseri viventi. Col tempo impara anche a generare singole parti del corpo, che possono essere innestate sulle ferite per guarirle. In seguito al risveglio dello Stand, i suoi capelli sono passati dall'originale nero ad un biondo oro.
Bruno Bucciarati (ブローノ・ブチャラティ?, Burōno Bucharati)
Doppiato da: Yūichi Nakamura (adulto), Shizuka Ishigami (bambino)
Bruno Bucciarati è il leader del gruppo di Passione di cui entra a far parte Giorno. Unitosi all'organizzazione per proteggere la sua famiglia a seguito di un conflitto con degli spacciatori, nutre un disdegno verso i traffici di droga del boss e aderisce al piano del giovane di spodestarlo. In qualità di capo agisce in modo responsabile e scrupoloso, anche a costo di parere freddo o insensibile verso i suoi compagni. Inoltre è animato da forti sentimenti di lealtà e giustizia, per cui al momento di portare a termine l'incarico del boss, scoprendo il suo vero intento di disfarsi della sua stessa figlia, sceglie di disertare apertamente e affrontarlo in persona. Tuttavia gli vengono inflitte delle ferite fatali per mezzo dello Stand King Crimson, e solo grazie al potere di Gold Experience la sua anima è in grado di continuare ad albergare temporaneamente nel suo corpo. Di lì in poi le sue condizioni vanno via via deteriorandosi, e nello scontro finale muore definitivamente; nonostante ciò gioca un ruolo fondamentale nella vittoria di Giorno. Il suo Stand è Sticky Fingers (スティッキィ・フィンガーズ?, Sutikki Fingāzu), il cui potere consiste nel creare delle cerniere lampo su qualsiasi superficie. Ogni cerniera si apre su uno spazio virtuale in grado di contenere qualsiasi cosa riesca a passare nel varco, compreso lo stesso Bucciarati.
Leone Abbacchio (レオーネ・アバッキオ?, Reōne Abakkio)
Doppiato da: Jun'ichi Suwabe
Leone Abbacchio è uno dei membri di Passione nel gruppo guidato da Bucciarati. Ha un carattere sospettoso e diffidente, in particolare verso il nuovo arrivato nella banda, Giorno, di cui vede il comportamento come incosciente. Era in passato un poliziotto, motivato dall'idea di operare per la giustizia, ma rimase deluso dall'incoerenza e dalla corruzione del sistema legale e finì col rendersi indirettamente responsabile della morte del suo partner. Travolto dal senso di colpa e ritenendosi null'altro che un rifiuto, trovò una nuova ragione di vita nel diventare un sottoposto di Bucciarati ed entrò a far parte di Passione. Abbacchio è il primo della banda ad unirsi a Bucciarati e Giorno quando questi annunciano di voler disertare da Passione. In seguito perde la vita in Sardegna per mano del boss Diavolo, per evitare che tramite il suo Stand risalisse alla sua vera identità. Il suo Stand è Moody Blues (ムーディー・ブルース?, Mūdī Burūsu), che ha il potere di assumere le fattezze di una qualunque persona mai stata in un certo punto, mimando le sue azioni in modo simile alla riproduzione di una videocassetta.
Guido Mista (グイード・ミスタ?, Guīdo Misuta)
Doppiato da: Kōsuke Toriumi
Guido Mista è uno dei membri di Passione del gruppo di Bucciarati. È un individuo testardo ma audace e determinato, anche se non molto sveglio. È affetto da tetrafobia, cioè è convinto che il numero quattro porti sfortuna, per cui ogni volta che questo si manifesta tende a lasciarsi prendere dal panico. Da giovane uccise a colpi di pistola un gruppo di malintenzionati nel tentativo di salvare una donna per poi essere scarcerato da Bucciarati che, colpito dalle sue abilità con la rivoltella, lo fece entrare in Passione rendendolo tiratore scelto del gruppo. Insieme a Giorno e a Trish è l'unico del gruppo di Bucciarati a sopravvivere allo scontro con Diavolo. Il suo Stand è Sex Pistols (セックス・ピストルズ?, Sekkusu Pisutoruzu) e consiste di sei piccole unità numerate da uno a sette (con l'assenza del quattro) che controllano la traiettoria dei proiettili sparati dal suo revolver. Hanno una propria personalità e diventano intrattabili se non pranzano e dormono regolarmente.
Narancia Ghirga (ナランチャ・ギルガ?, Narancha Giruga)
Doppiato da: Daiki Yamashita
Narancia Ghirga è uno dei membri di Passione del gruppo di Bucciarati. È ciecamente leale e affettuoso nei confronti delle persone fidate, ma tratta con diffidenza chiunque altro. Anche se alle volte si comporta in modo infantile, all'occorrenza sa essere veramente temibile. Reduce di un passato di abbandoni e tradimenti, è stato portato in salvo da Bucciarati dalla vita di strada e d'allora gli è diventato fortemente fedele. Al momento di scegliere se schierarsi con lui contro il boss è indeciso, ma all'ultimo riesce a trovare il coraggio e seguirlo dopo aver compreso la somiglianza tra sé e Trish, ugualmente abbandonata. Perde poi la vita al Colosseo durante la battaglia finale per mano di Diavolo. Il suo Stand è Aerosmith (エアロスミス?, Erosumisu), un piccolo modellino aereo che vola e può sparare bombe e proiettili. È in grado di individuare un nemico fuori campo attraverso il respiro tramite un rilevatore di anidride carbonica. Non è preciso, quindi spara raffiche di proiettili per sconfiggere l'avversario.
Pannacotta Fugo (パンナコッタ・フーゴ?, Pannakotta Fūgo)
Doppiato da: Junya Enoki
Pannacotta Fugo è un membro dell'organizzazione criminale Passione, ed è il braccio destro di Bruno Bucciarati. Ha un carattere tendenzialmente irascibile e si distingue per delle reazioni irose spropositate; d'altro canto ha un'intelligenza eccezionale ed è particolarmente minuzioso. È anche l'unico del gruppo di Bucciarati che, seguendone il consiglio di non inimicarsi l'organizzazione, non lo segue nella sua scelta di tradire il boss e pertanto abbandona la gang. Il suo destino dopo l'addio al resto della squadra nel manga è omesso; nonostante ciò è presente nelle light novel Golden Heart Golden Ring e Purple Haze Feedback. Il suo Stand è Purple Haze (パープル・ヘイズ?, Pāpuru Heizu), che ha il potere di rilasciare un virus letale dalle capsule che ha sulle nocche, tre per mano; una volta rotte tale capsule, il virus si propaga in un raggio di cinque metri e infetta ogni organismo che incontra, causando una morte rapidissima. L'indole dello Stand sembra rispecchiare il carattere bestiale e al contempo perfezionista del portatore.
Trish Una (トリッシュ・ウナ?, Torisshu Una)
Doppiata da: Sayaka Senbongi
Trish Una è la figlia di Diavolo, il boss di Passione, e viveva una vita normale prima di scoprire la vera identità del padre. Da quel momento è costretta a vivere latitante, scortata dalla squadra di Bucciarati, mentre la Squadra Esecuzioni tenta continuamente di catturarla per risalire all'identità di suo padre. Proprio quando riesce però a ricongiungersi con quest'ultimo, lui tenta di ucciderla, come aveva pianificato fin dall'inizio, per cancellare ogni traccia del suo passato e proteggere la sua identità. Salvata da Bucciarati, viaggia insieme a lui, Giorno e gli altri per cercare di sconfiggere Diavolo. Così inizia ad affezionarsi ai suoi protettori, superando l'indifferenza iniziale. Inoltre durante il viaggio scopre di essere in possesso di uno Stand, Spice Girl (スパイス・ガール?, Supaisu Gāru), in grado di rendere qualsiasi cosa incredibilmente elastica e quindi indistruttibile.
Diavolo (ディアボロ?, Diaboro)
Doppiato da: Katsuyuki Konishi
Diavolo è l'antagonista principale della serie. Nato in circostanze misteriosi da una detenuta di un carcere femminile, fu cresciuto dal parroco di un villaggio sardo e a diciannove anni inscenò la sua morte in un incendio. In seguito trovò in Egitto sei frecce capaci di risvegliare poteri Stand: ne vendette cinque a Enya Geil e ne conservò una, che usò su sé stesso e poi affidò a Polpo. Nel frattempo infatti divenne il boss di una potente organizzazione criminale, Passione, assicurandosi allo stesso tempo con estrema scrupolosità di mantenere la sua identità nascosta. La sua ossessione per l'anonimato lo porta a distruggere qualsiasi traccia del suo passato, credendolo vera fonte della disperazione. Per questo quando viene a sapere dell'esistenza di sua figlia Trish incarica Bucciarati e la sua squadra di portarla da lui, in modo da eliminarla con le sue stesse mani. Tuttavia la gang prende le difese di Trish e tradisce l'organizzazione, mettendosi in viaggio per scoprire l'identità del boss. Nello scontro finale Giorno riesce a sconfiggere Diavolo dopo aver ricevuto un nuovo potere da una delle frecce e lo condanna ad una successione infinita di morti come in un limbo. Il suo Stand è King Crimson (キング・クリムゾン?, Kingu Kurimuzon), capace di "cancellare" il tempo per un periodo dalla durata massima di dieci secondi, durante la quale il mondo circostante, compresi gli esseri viventi, scompare lasciando solo proiezioni intangibili. All'interno del tempo cancellato Diavolo non può attaccare o essere attaccato a sua volta, ma solo lui può reagire a quello che accade e al suo termine è l'unico a ricordare cosa sia successo, mentre chiunque altro si ritrova "spostato" in avanti nel tempo. Inoltre King Crimson è dotato di un potere secondario, chiamato Epitaph (エピタフ?, Epitafu), che è in grado di predire il futuro entro un lasso di tempo pari a dieci secondi.
Aceto Doppio (ヴィネガー・ドッピオ?, Vinegā Doppio)
Doppiato da: Sōma Saitō
Aceto Doppio è il braccio destro e il più fedele servitore di Diavolo all'interno di Passione. Ha un carattere innocuo e impacciato e tende a subire prepotenze e ostilità in modo arrendevole. La verità, di cui nemmeno Doppio stesso è a conoscenza, è che lui è in realtà una seconda personalità del boss: i due condividono lo stesso corpo ma possiedono anime separate. Diavolo è in grado di comunicare con la sua seconda personalità attraverso oggetti comuni, che solo Doppio vede in forma di telefono e dei quali emette a voce la suoneria, credendo di starla realmente sentendo. Quando sono in collegamento, Doppio risente dell'influenza della personalità spietata di Diavolo, del tutto opposta alla sua, e acquisisce sicurezza e determinazione. I due hanno anche corporature diverse: Diavolo è più alto e muscoloso di Doppio, che invece pare molto giovane e snello; per questo quando si scambiano il loro corpo va incontro a notevoli mutamenti. Nello scontro finale Doppio viene separato da Diavolo e finisce nel corpo in fin di vita di Bucciarati, dove muore. Doppio è capace di attingere allo Stand di Diavolo, King Crimson, di cui può utilizzare le braccia e Epitaph.
Altri membri di Passione
- Squalo (スクアーロ?, Sukuāro) e Tiziano (ティッツァーノ ?, Tittsāno) sono due assassini del Boss, che vengono incaricati di eliminare Bucciarati e il suo gruppo mentre si trovano a Venezia. Lo Stand di Squalo è Clash, una creatura simile ad uno squalo in grado di mordere la sua vittima e passare istantaneamente tra i liquidi nello spazio di 1-5 metri. Il suo potere Stand non è molto forte, ma lo è abbastanza da strappare la gola a qualcuno. Lo Stand di Tiziano invece è Talking Head, un piccolo essere che si aggancia alla lingua delle vittima, rendendola incapace di dire la verità. A causa della natura dei loro Stand, sia Squalo che Tiziano si limitano a guardare la squadra di Bucciarati da sopra un edificio ed evitano qualsiasi contatto inutile. Vengono entrambi sconfitti e uccisi da Narancia. Nell'anime Squalo è doppiato da Tomoaki Maeno e Tiziano è doppiato da Kenjiro Tsuda.
- Carne (カルネ?, Karune) è un assassino inviato dal Boss per eliminare Bucciarati e il suo gruppo. Carne si avvicina al gruppo mentre erano in procinto di salire su un aereo per la Sardegna e si lascia sparare da Mista, attivando così il suo Stand Notorious B.I.G. Alla morte del suo portatore, Notorious B.I.G. si trasforma in un mostro che attacca e divora tutto ciò che si muove in base alla velocità. Notorious B.I.G. è uno Stand unico a causa della sua natura e la sua esistenza continua anche dopo che il suo portatore muore; in seguito allo scontro con il gruppo finisce nel Mar Tirreno, dove attacca qualsiasi barca che si muova più veloce delle onde. Nell'anime Carne è doppiato da Daisuke Sakaguchi.
- Cioccolata (チョコラータ?, Chokorāta) è un pazzo sadico che dice di sentirsi vivo solo mentre guarda gli altri morire, viene incaricato dal Boss di eliminare Bucciarati e il suo gruppo a Roma. Cioccolata era un medico prima di unirsi a Passione, anche se è stato licenziato per aver "accidentalmente" ucciso i suoi pazienti. In realtà lui li ha uccisi di proposito, spesso non dando loro una dose sufficiente di anestesia in modo da farli svegliare a metà chirurgia. Il suo Stand Green Day ha la capacità di produrre un tipo di muffa che può divorare il corpo di una persona in pochi secondi. Il suo svantaggio è che questa muffa può riprodursi solo a seguito di un repentino abbassamento di quota, uccidendo così la gente più velocemente se si scende. Ciò lo rende particolarmente pericoloso quando collabora con l'Oasis di Secco. Viene ucciso da Giorno dopo un duro scontro, durante il quale quest'ultimo dimostra tutto l'odio verso Cioccolata distruggendo il suo corpo a pugni e scaraventandolo in un camion della spazzatura. Nell'anime Cioccolata è doppiato da Atsushi Miyauchi.
- Secco (セッコ?, Sekko) ex-paziente di Cioccolata, divenne in seguito il suo partner. Entrambi vengono incaricati dal Boss di eliminare Bucciarati e il suo gruppo a Roma. Inizialmente appare totalmente dipendente da Cioccolata, tanto da agire in modo animalesco e mugugnando invece di esprimersi a parole, ma dopo la sua sconfitta mostra un'intelligenza più sviluppata e non esita ad esprimere il suo disprezzo per il partner, affermando che lo seguiva unicamente per la sua forza. Il suo Stand è Oasis, che ha il potere di trasformare il terreno intorno in fango, permettendo a Secco di muoversi rapidamente attraverso di esso come se si trovasse in acqua, mentre le sue vittime affondano lentamente verso il basso. Il suo punto debole è che deve basarsi sui suoni per trovare le sue vittime. Viene sconfitto da Bucciarati. Nell'anime Secco è doppiato da Kenn.
- Mario Zucchero (マリオ・ズッケェロ?, Mario Zukkēro) è un membro della banda che insieme al suo compagno Sale attacca il gruppo di Bucciarati su una nave per Capri per scoprire dove si trova il tesoro nascosto di Polpo, ma viene scoperto e torturato. Il suo Stand è Soft Machine ed ha la capacità di sgonfiare come un palloncino ciò che viene punto con la sua daga. Nell'anime Mario Zucchero è doppiato da Shinya Takahashi.
- Sale (サーレー ?, Sārē) partner di Zucchero, attacca il gruppo di Bucciarati a Capri per scoprire dove si trova il tesoro nascosto di Polpo. Il suo Stand è Kraftwerk, e può bloccare nello spazio ciò che tocca rispetto al suolo. L'energia cinetica viene comunque assorbita e liberata una volta disattivato il blocco. Viene sconfitto da Mista. Nell'anime Sale è doppiato da Kaito Ishikawa.
- Pericolo (ペリーコロ?, Perikoro) è un agente di Passione che affida a Bucciarati e gli altri il compito di proteggere Trish. Dopo aver lasciato un ultimo messaggio al gruppo, si suicida con un colpo di pistola alla tempia. Nell'anime Pericolo è doppiato da Shinpachi Tsuji.
- Luca ( ルカ ?, Ruka) detto anche "Luca il lacrimoso", è un membro della gang che cerca di estorcere denaro a Giorno prima che questi si unisca a Passione, mentre sta lavorando all'aeroporto, tradizionalmente zona di Luca. Luca prova ad attaccarlo con una pala, ma poiché colpisce una rana che Giorno aveva creato utilizzando Gold Experience, Luca viene ucciso dal suo stesso attacco. Nell'anime Luca è doppiato da Daiki Hamano.
- Polpo (ポルポー?, Porupō) è un caporegime di Passione, carcerato, nonostante questo gestisce gli affari dell'organizzazione dalla sua cella piena di ogni comfort, essendo mostruosamente obeso. Inoltre è colui a cui è affidato il reclutamento dei nuovi membri. Dopo aver passato il test per entrare a far parte della gang, Giorno lo uccide trasformando una pistola presente nella sua cella in una banana, poiché, durante la prova, è stato attaccato dallo Stand di Polpo, che aveva causato la morte di un innocente. Il suo Stand è di tipo automatico, si chiama Black Sabbath ed agisce solo nell'ombra, disattivandosi quando non può farlo; il suo attacco consiste nell'afferrare l'anima dell'avversario, dopodiché la trafigge con la Freccia che gli fuoriesce dalla gola. Nell'anime Polpo è doppiato da Hideo Ishikawa.

Squadra Esecuzioni
La Squadra Esecuzioni è composta da portatori di Stand il cui potere ben si presta all'omicidio. Ai suoi membri vengono affidate le missioni più delicate che prevedono l'eliminazione di qualcuno. Proprio per l'alto livello dei suoi incarichi, la squadra rimane spesso senza lavoro. Di seguito sono indicati i membri della squadra:
- Sorbetto (ソルベ?, Sorube) e Gelato (ジェラート?, Jerāto): sono due membri della squadra uccisi dal Boss prima dell'inizio dei fatti narrati nel fumetto, in quanto avevano iniziato ad investigare per scoprire la sua identità. Probabilmente gay, avevano una relazione l'uno con l'altro. Nell'anime la loro esecuzione è affidata a Cioccolata. Nell'anime Sorbetto è doppiato da Yoshihito Sasaki.
- Formaggio (ホルマジオ?, Horumajio) (Stand: Little Feet): è il primo ad affrontare il gruppo di Bucciarati. Il suo potere gli consente di rimpicciolire oggetti ed esseri viventi (compreso sé stesso). Il processo di rimpicciolimento è molto lento, ma una volta disattivato la vittima torna istantaneamente alle dimensioni originali. Viene ucciso da Narancia. Nell'anime Formaggio è doppiato da Jun Fukushima.
- Illuso (イルーゾォ?, Irūzo) (Stand: Man in the Mirror): attacca Giorno, Fugo e Abbacchio a Pompei, mentre i tre cercano di recuperare la chiave del "mezzo sicuro" che il Boss ha messo a loro disposizione. Il suo potere gli permette di creare un mondo riflesso negli specchi, all'interno del quale agisce il suo Stand, e in cui niente può entrare o uscire se non è da lui autorizzato. Viene ucciso dal virus di Purple Haze. Nell'anime Illuso è doppiato da Ken Narita.
- Prosciutto (プロシュート?, Puroshūto) (Stand: Grateful Dead): insieme al compagno Pesci cerca di catturare Trish e di uccidere gli uomini di Bucciarati mentre si trovano sul treno per Firenze. Caratterialmente è l'opposto del compagno, essendo serio e determinato. Nonostante questo, ha anche dimostrato di avere un lato premuroso nei confronti di Pesci, e in più occasioni cerca di confortarlo e convincerlo delle proprie capacità. Il suo Stand accelera l'invecchiamento delle persone, può anche usare questo potere in modo selettivo, distinguendo gli uomini dalle donne in base alla temperatura corporea. Viene ucciso da Bucciarati. Nell'anime Prosciutto è doppiato da Tatsuhisa Suzuki.
- Pesci (ペッシ?, Pesshi) (Stand: Beach Boy): insieme al compagno Prosciutto (che chiama fratello in segno di rispetto) cerca di catturare Trish sul treno per Firenze. Appare inizialmente come pauroso e poco determinato, ma in seguito alla morte del compagno rivela un carattere spietato e deciso. Il suo Stand è una canna da pesca la cui lenza può passare attraverso pareti e oggetti inanimati e il cui amo può rilevare la presenza di esseri viventi. Una volta agganciati non ci può liberare (Bucciarati ci riesce solo grazie alle sue zip) ed ogni attacco alla lenza si ritorce contro. Viene ucciso da Bucciarati. Nell'anime Pesci è doppiato da Subaru Kimura.
- Melone (メローネ?, Merōne) (Stand: Baby Face): uomo dall'aspetto androgino che considera le persone più come cavie per il suo Stand che esseri senzienti. Il suo Stand è molto particolare: viene fatto nascere da una donna e si comporta in maniera indipendente, agendo a grande distanza dal portatore. Ha il potere di scomporre in cubetti cose e persone. Se lo Stand viene ferito o distrutto, il portatore non ne risente. Baby Face viene sconfitto da Giorno Giovanna, che dopo averlo distrutto ne trasforma i resti in un serpente velenoso, che, nel tentativo di ricongiungersi a Melone, lo morde uccidendolo. Nell'anime Melone è doppiato da Junji Majima.
- Ghiaccio (ギアッチョ?, Giatcho) (Stand: White Album):  Attacca il gruppo alle porte di Venezia per recuperare il disco contenente le ultime istruzioni del Boss. Ha una fissazione con il linguaggio, esprimendo irritazione per la confusa formulazione di vari proverbi, o per il modo in cui i nomi delle città sono adattati in altre lingue. Il suo potere gli permette di abbassare la temperatura fino a raggiungere lo zero assoluto. Grazie a questo Stand può anche creare un'armatura pressoché invulnerabile. Combatte con Mista e viene poi ucciso da Giorno. Nell'anime Ghiaccio è doppiato da Nobuhiko Okamoto.
- Risotto Nero (リゾット・ネエロ?, Rizotto Nero) (Stand: Metallica): è il capo della squadra, nonché il suo elemento più letale. Dopo la morte dei suoi compagni decide di tentare il tutto per tutto e di recarsi in Sardegna per scoprire la vera identità del Boss. Si scontra lì con Doppio scoprendo che in realtà è il boss (o meglio una delle sue due personalità), ma prima che possa sconfiggerlo viene accidentalmente ucciso da Aerosmith, lo Stand di Narancia. Il suo Stand gli permette di manipolare le particelle ferrose dell'ambiente circostante e addirittura quelle che si trovano negli esseri viventi. Nell'anime Risotto Nero è doppiato da Shinshu Fuji.

Altri personaggi
- Coco Jumbo (ココ・ジャンボ?, Koko Janbo): è una tartaruga dotata del potere Stand Mister President, in grado di ospitare altre forme di vita o oggetti all'interno del suo guscio. Verrà usata come nascondiglio dal gruppo di Bucciarati durante il viaggio per sfuggire agli scagnozzi di Diavolo. Il nome della tartaruga viene rivelato solamente nell'art-book JoJo A-Go!Go!.
- Jean Pierre Polnareff (ジャン＝ピエール・ポルナレフ?, Jan Piēru Porunarefu), personaggio protagonista della terza serie Stardust Crusaders, arriva in Italia su ordine della Fondazione Speedwagon per trovare le frecce. Dopo lunghe indagini Polnareff scopre l'identità di Diavolo e lo affronta senza successo. Diavolo si rivela un avversario più potente del previsto: Polnareff viene scaraventato giù da una rupe e a dispetto di quanto pensasse Diavolo riuscì comunque a sopravvivere, perdendo però un occhio e l'uso delle gambe. Oramai in sedia a rotelle, darà una mano a Giorno e gli altri fornendo preziosi consigli riguardanti il funzionamento della Freccia. Il suo Stand è Silver Chariot. Nell'anime è doppiato da Fuminori Komatsu
- Koichi Hirose (広瀬 康一?, Hirose Kōichi), personaggio protagonista della quarta serie Diamond is Unbreakable, compare all'inizio della serie mentre si reca a Napoli su incarico di Jotaro Kujo per indagare sulla vera identità di Giorno, che gli ruberà il bagaglio. Nel tentativo di recuperarlo, darà una mano allo stesso Giorno durante lo scontro con Black Sabbath. Il suo Stand è Echoes. Nell'anime è doppiato da Yūki Kaji
- Scolippi (スコリッピ?, Sukorippi) è uno scultore che compare in un flashback ambientato prima dell'ingresso di Giorno nella gang. Viene sospettato di aver ucciso la sua fidanzata, per cui il cui padre della ragazza chiede al gruppo di Bucciarati di indagare sulla sua morte. Lui stesso spiegherà a Mista che la ragazza aveva volontariamente scelto di uccidersi, dato che lo Stand dello scultore aveva profetizzato la sua morte per una malattia agli organi. Il suo Stand è Rolling Stones, e consiste in una pietra che prende la forma di una persona il cui destino è quello di morire nel breve periodo; qualora la morte di questa sia troppo crudele, cerca di anticiparla sopprimendo la vittima. Nell'anime Scolippi è doppiato da Kenji Nojima
- Donatella Una (ドナテラ・ウナ?, Donatera Una) è la defunta madre di Trish.

## Media

### Manga
Il manga è stato serializzato sulla rivista Weekly Shōnen Jump di Shūeisha dal numero 52 del 1995 al 17 del 1999, pubblicati rispettivamente il 28 novembre 1995 e il 23 marzo 1999. I centocinquantacinque capitoli sono stati raccolti nei tankōbon dal 47 al 63 de Le bizzarre avventure di JoJo, usciti tra il 10 maggio 1996 e il 30 aprile 1999. In Italia la parte è stata pubblicata da Star Comics nei numeri dal 70 al 94 della serie, iniziando nell'agosto 2000 e concludendosi l'8 agosto 2001.
L'edizione bunkoban della parte, composta da dieci volumi, è uscita in Giappone dal 18 marzo al 10 agosto 2005 e in Italia dal 25 luglio 2012 al 24 aprile 2013. Tra il 15 gennaio e il 14 luglio 2007 è stata pubblicata in Giappone un'edizione esclusiva per convenience store in dieci volumi di formato B6 all'interno della linea Shūeisha Jump Remix. Esistono inoltre due versioni digitali del manga: una monocromatica, con il formato e la suddivisione dell'edizione bunkoban, distribuita dal 7 settembre 2012, e una a colori, basata sull'edizione tankōbon, pubblicata il 18 ottobre 2013.

### Light novel
Il 28 maggio 2001 Shūeisha ha pubblicato in Giappone una light novel basata sulla parte, intitolata Le bizzarre avventure di JoJo - Golden Heart Golden Ring (ジョジョの奇妙な冒険 Ⅱ ゴールデンハート／ゴールデンリング?, Jojo no kimyō na bōken Ⅱ Gōruden Hāto/Gōruden Ringu) e scritta da Gichi Ōtsuka e Miya Shōtarō con illustrazioni di Araki. Il romanzo narra una storia originale ambientata durante la tappa dei protagonisti a Venezia. L'edizione italiana è stata pubblicata da Kappa Edizioni il 2 dicembre 2004.
Un secondo romanzo basato sul manga, dal titolo Purple Haze Feedback - Le bizzarre avventure di JoJo - romanzo (恥知らずのパープルヘイズ ージョジョの奇妙な冒険よりー?, Hajishirazu no Pāpuru Heizu ーJojo no kimyō na bōken yoriー) e scritto da Kōhei Kadono, è stato pubblicato il 16 settembre 2011 come primo titolo nel progetto dell'etichetta editoriale Jump J Books per commemorare il venticinquesimo anniversario de Le bizzarre avventure di JoJo, seguito da Over Heaven e Jorge Joestar. In Italia è stato pubblicato da Star Comics il 14 maggio 2024. Ambientato sei mesi dopo la conclusione della parte, vede protagonista Fugo che cerca di redimersi nei confronti di Giorno, nuovo boss di Passione, dando la caccia a dei traditori dell'organizzazione.

### Videogiochi
Capcom ha sviluppato un videogioco per PlayStation 2 basato sulla serie, dal titolo Jojo no kimyō na bōken - Ōgon no kaze (ジョジョの奇妙な冒険　黄金の旋風?), distribuito dal 25 luglio 2002 e poi ripubblicato il 20 settembre 2007.

### Anime
Il 21 giugno 2018, durante una conferenza per la mostra Hirohiko Araki JoJo Exhibition: Ripples of Adventure, Hirohiko Araki ha annunciato una trasposizione animata della quinta parte come quarta stagione dell'anime Le bizzarre avventure di JoJo. Prodotta da David Production come le precedenti, la stagione è stata trasmessa in prima visione su Tokyo MX, MBS e BS11 dal 6 ottobre 2018 al 29 luglio 2019 per trentanove episodi totali. Il primo episodio è stato mostrato in anteprima il 5 luglio alla Anyerri Hall di Tokyo e al Japan Expo a Parigi e due giorni dopo all'Anime Expo a Los Angeles.
La serie viene trasmessa in simulcast in Italia dalla web TV VVVVID e da Crunchyroll a partire dal 5 ottobre 2018, in contemporanea con l'uscita televisiva del primo episodio in Giappone. I tre episodi riassuntivi in Italia sono stati trasmessi solo da Crunchyroll.